# Bory Babimojskie
Bory Babimojskie (kod PLH080063) – specjalny obszar ochrony siedlisk sieci Natura 2000, zlokalizowany na terenie województwa lubuskiego.
Obszar obejmuje powierzchnię 619,66 ha
Teren wyznaczony został w celu długotrwałego zabezpieczenia naturalnych siedlisk życia.

## Sidliska pod ochroną
- Sosnowy bór chrobotkowy (Cladonio-Pinetum i chrobotkowa postać Peucedano-Pinetum)